# Station Villers-Saint-Paul
Station Villers-Saint-Paul is een spoorwegstation in de Franse gemeente Villers-Saint-Paul.

## Treindienst
| Serie | Treinsoort | Route                                               | Bijzonderheden |
| ----- | ---------- | --------------------------------------------------- | -------------- |
| C 13  | TER (SNCF) | Paris-Nord – Creil – Villers-Saint-Paul – Compiègne |                |
| C 14  | TER (SNCF) | Paris-Nord – Villers-Saint-Paul – Compiègne         |                |